# Discovery, Inc.
Discovery, Inc. a fost un conglomerat mulținational american de televiziune faptică și mass media cu sediul în New York City. Fondată în 1982, compania a operat un grup de mărci de televiziune faptice și stil de viață, precum omonimul Discovery Channel, Animal Planet, Science Channel și TLC. În 2018, compania a achiziționat Scripps Networks Interactive, adăugând canale precum Food Network, HGTV și Travel Channel la portofoliul său. De la achiziție, Discovery s-a descris ca servind membri ai audienței "pasionate", și de asemenea s-a concentrat pe servicii de streaming construite în jurul proprietăților sale.
Discovery a deținut sau a avut acțiuni în versiuni locale ale mărcilor sale de canale în piețe internaționale, în plus față de celelate operațiuni regionale majore precum Eurosport (un grup pan-european de canale de sport, cel mai prominent deținătorul de drepturi ale Jocurilor Olimpice în majoritatea Europei), GolfTV (un serviciu de streaming internațional concentrat pe golf, care este deținătorul de drepturi digital internațional al PGA Tour), Discovery Communications Nordic (care operează canale de interes general în Norvegia, Suedia, Danemarca și Finlanda), TVN Group în Polonia, și un portofoliu de canale gratuite diverse în Germania, Italia, Noua Zeelandă și Regatul Unit.
În mai 2021, AT&T și-a anunțat propunerea de a-și fuziona subsidiara sa media WarnerMedia cu Discovery, Inc. Tranzacția a fost aprobată de Comisia Europeană în decembrie 2021 și a fost completată în 8 aprilie 2022, formând Warner Bros. Discovery.

## Canale de televiziune

### În România
- Animal Planet
- Discovery Channel
- Eurosport 1
- Eurosport 2
- Food Network (în parteneriat cu Tribune Media, mai târziu Nexstar Media Group)
- Investigation Discovery
- TLC
- Travel Channel
- HGTV

#### Anterior
- Discovery Showcase HD
- Discovery Science
- Discovery Travel & Living
- DTX
- Discovery World
- Fine Living